# R.O.D -THE TV-
『R.O.D -THE TV-』（アール・オー・ディー ザ・ティーヴィー）は、倉田英之作のライトノベル『R.O.D READ OR DIE YOMIKO READMAN "THE PAPER"』を原作として制作されたテレビアニメ作品。2003年9月1日からパーフェクト・チョイス（ペイ・パー・ビュー）で、2003年10月15日からフジテレビでそれぞれ放送され、また、2008年3月29日からTOKYO MXで再放送された（地上波では初の全話放送）。
本作は、2001年から2002年にかけて発売されたOVA作品『R.O.D -READ OR DIE-』の続編として制作された。本作では、主人公を読子・リードマンからアニタ・キング、マギー・ムイ、ミシェール・チャンの3人に移し、前作から5年後を舞台としている。

## ストーリー
作家菫川ねねね（すみれがわ ねねね）は、大切な人が行方不明になってから作家活動をやめてしまっていた。日本ではほとんど忘れ去られたねねねは、作品が香港で映画化されることになったため現地でのサイン会に向かう。そこで彼女は紙を自在に操る「三姉妹探偵社」の長女ミシェール、次女マギー、三女アニタと出会う。
ねねねの担当編集者、リー・リンホーは三姉妹の能力を見込んでねねねの身辺警護を依頼する。熱狂的なファンなどによる暴力事件にねねねが危険にさらされることが多かったのが理由だが、それ以上に三姉妹との刺激的な日々がねねねの創作意欲に火をつけるであろうことをリーは見越していた。リーの読みはあたり、ねねねは三姉妹との日々のふれあいの中で執筆意欲を取り戻す。それと同時に三姉妹の役目は終わり、映画の完成を記念してねねねが香港に渡ると、それに同行して香港に帰国する。
しかし香港でねねねは読仙社に拉致されてしまい、三姉妹はねねね奪還のために読仙社のビルに侵入し読仙社の紙使いと死闘を繰り広げる。そのころ、同じビルでは大英図書館特殊工作部のジョーカーとウェンディが騒ぎをよそに悠々と秘密資料を持ち出していた。
実はジョーカーとウェンディは、人類創世のころより数十万年の年月を生き続け、世界的な権力を持っていた最高指導者ジェントルメンの死と「ジェントルメン復活計画」の頓挫によって地に堕ちていた英国の威信を取り戻すべく、読仙社に取り入りながら、ジェントルメン復活の機会をうかがっていたのだ。
彼らはやがて日本に姿を現し、ジェントルメン復活の最後の鍵を持つ読子・リードマンの潜伏先を突き止める。そのころ、香港を脱出したねねねと三姉妹もひょんなことから読子の潜伏先を知り、読子に会いに行き行動を共にするようになる。そしてねねねと三姉妹は読子の口から大英図書館特殊工作部がたくらむ恐るべき陰謀を聞かされ、大英図書館特殊工作部に立ち向かっていく。

## 登場人物

### 主要人物
アニタ・キング
声 - 斎藤千和
「紙使い」と呼ばれる、紙を自在に操り闘う特殊能力を持った少女。三姉妹の末っ子。13歳（本編開始時から1年後の年齢）。香港で姉たちと共に「三姉妹探偵社」を営んでいたが、香港へやって来た菫川ねねねのボディーガードを務めたことから、姉妹で日本へやって来る。「紙使い」が皆、ビブリオマニア（蔵書狂）と呼ばれるほどに本好きな中で彼女だけは本が大嫌いであり、ともすれば収入の全てを本に費やそうとする姉たちの牽制役。生意気で憎まれ口をよくたたくが、実際はお姉ちゃん子で寂しがりや。
料理はするが、作れるのはカレー、ハンバーグ、チャーハンのみ。日本にいる間は、西浜中学校の1年生として留学中（1年2組）。親友の菱石久美に付き合って図書部に所属している。好きなものはミルクと蛙グッズ。
小柄だが運動神経抜群。得意な紙技は紙を刃物のように扱うもので、近距離戦闘が得意。紙のコントロールはマギーよりは上手いが得意ではない（三姉妹に見て取れるように、紙使いはその能力に個人差がある）。
マギー・ムイ
声 - 平田宏美
「紙使い」で三姉妹の次女。20歳（本編開始時から1年後の年齢）。姉のミシェールとともに、活字中毒のビブリオマニア（蔵書狂）。背がかなり高くマニッシュな外見だが、暗く狭い場所を好み、階段下の物置を自分の部屋にしている。控えめな性格で口下手かつ人見知りのため、普段は長女のミシェールの陰に隠れることが多いが、いざとなった時にはしっかりしている。
料理は得意だが、ジャガイモと片付けが苦手。また、本を通して得た知識を即座に実用レベルで実践できる能力を持つ（前述の料理についてもこの能力を利用している）。ヘミングウェイと菫川ねねねの大ファンでねねねに憧れている。
得意な紙技は、紙で傀儡（くぐつ）とよばれる動物や亜人を作り出し操るもので、三姉妹の中で最も戦闘に向いた能力（原作・脚本を担当した倉田英之の談）。紙のコントロールは下手で、手元を離れるとうまく操れない。
ミシェール ・チャン
声 - 菊地祥子
「紙使い」で三姉妹の長女。24歳→25歳。プロポーション抜群の金髪美人。妹のマギー同様のビブリオマニア（蔵書狂）で、古本屋を巡っては店の本全てを買ってしまい家計を圧迫している。好きな本は『ハリー・ポッターシリーズ』。天真爛漫な性格から、一見いい加減に見えるが、その実しっかり妹たちをまとめ支えるよき姉。姉妹や親子の絆を大事なものと考えている。姉妹で意見が分かれた時には、三姉妹会議と呼んでいる多数決で決めるのがルール。
料理は苦手。美少年・美少女に目がなく、すぐに弟や妹にしようとする。なかでもジュニアと菱石久美が大のお気に入り。
得意な紙技は、弓矢を作り出すもので、遠距離支援が主。三姉妹の中で紙のコントロールが最もうまい。
菫川ねねね（すみれがわ ねねね）
声 - 雪野五月
23歳の小説家。三姉妹がボディガードを務める相手で、居候先の家主。元来、13歳でデビューした有名な天才小説家だったが、「大切な人」であり一番の読者であった読子・リードマンの失踪により、それ以降4年の間まったく小説が書けなくなっている。熱烈なファンと強烈なアンチファンを持つ。三姉妹のことは当初うっとうしく思っていたが、次第に家族同然に打ち解け小説家として立ち直るきっかけをもらった。
男勝りな性格で、いい意味で自分の作品にプライドを持っている。読子のまねをして、同じデザインの男物眼鏡をかけている。小説家としての才能は読仙社・大英図書館ともに認めており、そのため災難に遭うことも多い。
読子・リードマン（よみこ・リードマン）
声 - 三浦理恵子
元・大英図書館特殊工作部に所属し、コードネーム「ザ・ペーパー」と呼ばれる凄腕エージェント。水に濡れた紙でも難なく紙技が使えるなど、「紙使い」の中でも最強の実力を誇る。
元・高校非常勤講師でもあり、菫川ねねねは教え子。しかし、彼女のファンであるため、ねねねのことを「先生」と呼ぶ（教え子であるねねねも読子を「先生」と呼んでいる）。
重度のビブリオマニア（蔵書狂）で、身なりなどそれ以外の生活能力は絶無。ねねね曰く、本を読んでるか寝ているところ以外見たことがない。極度の近眼で男物の眼鏡を愛用しているが、これは最愛の恋人の遺品で肌身離さず身に付けている。現在、30歳で無職。とある事情により4年前から失踪中。
ナンシー・幕張（ナンシー・まくはり）
声 - 根谷美智子
『OVA版』の敵、偉人軍団の生き残りで読子の友人の妹。とある理由により記憶が後退しており、言動が少し幼い。読子を慕って常に行動をともにしており、完全に読子に精神依存して生活している。自覚は無いが、姉と同じ「物質透過能力」を有している。

### 大英図書館特殊工作部
ジョーカー
声 - 郷田ほづみ
死の直前のジェントルメン自身に、氏の代理として任じられた大英図書館特殊工作部の責任者。ジェントルメン復活のために画策する。情よりも組織の目的を先考する性格。
ウェンディ・イアハート
声 - 鮭延未可
大英図書館特殊工作部員。ジョーカーの片腕的存在でジュニアの世話役。『OVA版』では、何かと失敗もする感情豊かな性格だったが、本作では打って変わって、冷たく有能なキャリアウーマンとして登場する。
ジュニア
声 - 斎賀みつき
大英図書館特殊工作部エージェントである少年。『OVA版』に出てきたミス・ディープと同じ「物質透過能力」を持っており、ジェントルメン復活計画に関するミッションに従事している。成長の過程で愛情に接したことがないため感情表現に乏しく、自分に愛情を持って優しく接してくれるミシェールを慕っている。
ドレイク・アンダーソン
声 - 岩崎征実
元米軍特殊部隊の傭兵。大英図書館特殊工作部に雇われて働いている。4年前に読子と共に偉人軍団と戦った頼れる男。強面で無愛想だが、お人好し。娘が一人いる。
アリス・アリス・アークウェッド
声 - 荒木香衣
考古学者。ドレイクとともに大英図書館特殊工作部に雇われて働いている。スタイルが良い。

### 読仙社
金（きむ）
声 - 牛山茂
読仙社の社員。三姉妹に読仙社の任務内容を伝える男。自分でも自身のことを「金さん」という。
サニー・ウォン
声 - 黒田崇矢
読仙社に所属する冷徹な「紙使い」。紙技の能力は、威力・精度共に三姉妹が三人がかりでも歯が立たないほどに高い。
ジョン・ウー
読仙社の伝書鳩。マギー曰く「堅気じゃない」。

### 編集者・作家
リー・リンホー
声 - 三木眞一郎
集英社所属のねねね担当編集者。ねねねのファンでもあり、ねねねの復活を信じて4年間応援し続けている。ヘビースモーカーだったらしいが、ねねねの復活を願懸けして禁煙し、タバコの代わりによくペンなどを咥えていた。読仙社の雇われスカウトマンとして正体をあらわした時から再びタバコを吸いはじめる。最後は読仙社を裏切り、アニタとねねねを守って息絶える。
西園はるひ（にしぞの はるひ）
声 - 田村ゆかり
23歳の新進小説家。自身の才能に対する自信や無邪気ともいえる性格ゆえ、一見無礼ともいうべき態度をねねねに対してとるが、ねねねに対して悪意を持っているわけではなく、むしろねねねの復活を心待ちにしている。

### 西浜中学校
アニタが、日本において留学生として通っている学校。なお、久美を筆頭とした本節のキャラクターたちは、本シリーズのキャラクターデザイン原案者である羽音たらくによるデザイン原案ではなく、『ウルトラジャンプ』に連載された漫画版の作画者として本作に参加していた綾永らんがキャラクター原案を務めたものである。
菱石久美（ひしいし ひさみ）
声 - 川田妙子
アニタと同じ1年2組の同級生で親友。おとなしい性格から本だけが友達でいつも一人だったが、アニタと仲良くなったことで世界を広げることが出来た。菫川ねねねの大ファン。図書部所属。
岡原徹（おかはら とおる）
声 - 高木礼子
久美の幼馴染で、クラスメイト。久美に思いを寄せている。アニタとは喧嘩仲間。
岩田千穂（いわた ちほ）
声 - 島涼香
アニタのクラスメイト。重乃灯子と一緒に活動することが多い。給食のメロンを灯子によく食べられる。
重乃灯子（しげの とうこ）
声 - 野中藍
アニタのクラスメイト。岩田千穂と一緒に行動することが多い。いつも千穂のメロンを狙っている。
西園なつめ（にしぞの なつめ）
声 - 田村ゆかり
西園はるひの妹。アニタの同級生。姉のはるひを崇拝し、ことあるごとに姉の作品を持ち出し周囲に宣伝している。ゆえに、姉よりも有名なねねねの同居人であるアニタをライバル視し、ねねねの悪口を言ったりちょっかいをかけてきたりするが、姉と同様に根は良い人である。

## 用語
紙使い
あらゆる紙を変形・変質させ扱う特殊能力者。そのバリエーションは幅広く、紙を刃物や弓矢のように変化させ武器として扱う、動物や亜人を作り出し操る、粘着テープのように変質させ相手の動きを封じるなど様々な術が存在し、能力者は銃弾すら紙で受け止め、飛行機の翼でさえ紙で切り裂く。術者は概して、活字中毒のビブリオマニア（蔵書狂）であるという特徴がある。
紙であるだけに不意に水をかけられると術が解けてしまうことや、媒体が紙なので火に弱いという弱点がある。前もって水に耐えられるように紙をコントロールすれば、ある程度は持ち堪えることが可能である（読仙社からの脱出の際に、ミシェールまたはマギー作である紙のボートやアニタ作である脱出ポッドは、水に浸っていたにもかかわらず術が解けていなかった）。また、能力者用に強化されている（耐水性や強度がある）紙を使うことである程度、弱点を補うことが出来る。
7冊の本
大英図書館特殊工作部最高指導者であり、人類創世の頃より数十万年の年月を生きたジェントルメンの全てを本の形にしたもので、「寄る辺なき血の書」・「脈打つ肉の書」・「力満ちる腕の書」・「駆けはせる足の書」・「高まりし思考の書」・「支えし骨の書」・「全てを見通す眼（まなこ）の書」の7冊がある。英国の復権をかけた「ジェントルメン復活計画」の鍵となる最重要アイテムだが、4年前の大英図書館火災事件以降に行方不明になっており、大英図書館特殊工作部、読仙社が先を争って探している。

## スタッフ
- 原作・脚本・シリーズ構成 - 倉田英之[1]
- キャラクター原案 - 羽音たらく[1]
- 監督 - 舛成孝二[1]
- キャラクターデザイン・総作画監督 - 石浜真史[1]
- プロダクションデザイン - 神宮司訓之
- 美術監督 - イースターやつ組
- 色彩設計 - 松本真司[1]
- 撮影監督 - 西田和成
- 編集 - 坂本雅紀
- 音楽監督 - 児玉隆[1]
- 音楽 - 岩崎琢[1]
- プロデューサー - 落越友則
- アニメーションプロデューサー - 松倉友二
- 協力 - スタジオオルフェ
- アニメーション制作 - J.C.STAFF[1]
- 制作協力 - スタジオディーン
- 製作 - アニプレックス[1]

## 主題歌
オープニングテーマ「R.O.D」
作曲・編曲 - 田中秀基 / 演奏 - YKZ
- OPはOVAと同じくインストゥルメンタル。第1話のみOPが省かれそのまま物語が始まる。

エンディングテーマ「Moments in The Sun」（第1話 - 第20話／DVDでは第1話 - 13話）
作詞 - kazami / 作曲 - 藤本和則 / 編曲 - TANCO / 歌 - kazami with Home Grown
エンディングテーマ2「Confidence」（第21話 - 第26話／DVDでは第14話 - 26話）
作詞 - 松本有加 / 作曲 - 渡辺徹 / 編曲 - HΛL / 歌 - 三浦理恵子

## 各話リスト
| 話数   | サブタイトル         | 絵コンテ   | 演出                | 作画監督 |
| ------ | -------------------- | ---------- | ------------------- | --- |
| 第1話  | 紙は舞い降りた       | 舛成孝二   | 石浜真史            | 石浜真史 |
| 第2話  | ダメ人間ども集まれ   | 舛成孝二   | 吉本毅              | 千葉崇洋 |
| 第3話  | 神保町で逢いましょう | 舛成孝二   | 細田直人            | 細田直人 |
| 第4話  | 中一コース           | しまづ聡行 | 渡部健一郎          | 高橋裕一 |
| 第5話  | やつらは騒いでいる   | 鈴木信吾   | 湖山禎崇            | 丸山宏一 崔ふみひで |
| 第6話  | ライトスタッフ       | 森脇真琴   | 橘秀樹              | 橘秀樹 |
| 第7話  | 藪の中               | 関野昌弘   | 関野昌弘            | 福世孝明 高橋裕一 |
| 第8話  | 夜に惑わされて       | 吉本毅     | 吉本毅              | 大河原晴男 |
| 第9話  | 闇の奥               | 中山勝一   | 渡部健一郎          | 千葉崇洋 |
| 第10話 | クリスマス・キャロル | 福田道生   | 滝本治              | 五十嵐淳 |
| 第11話 | さよならにっぽん     | 深井蒼     | 高島大輔            | 相坂直紀 |
| 第12話 | 紙々の黄昏           | 鈴木信吾   | 湖山禎崇            | 橘秀樹、矢上孝一 枡田邦彰、下谷智之 |
| 第13話 | 続・紙々の黄昏       | 福田道生   | 江島泰男            | 高橋裕一 |
| 第14話 | 紙葉の森             | 舛成孝二   | 舛成孝二            | 千葉崇洋 |
| 第15話 | 仄暗き地の底で       | 舛成孝二   | 高島大輔            | 都築裕佳子 友岡新平 |
| 第16話 | 華氏四五一           | 吉本毅     | 吉本毅              | 枡田邦彰 矢上孝一 |
| 第17話 | スイートホーム       | 深井蒼     | 橘秀樹              | 杉本功 金田英二 |
| 第18話 | 告白                 | 福田道生   | 高島大輔            | 相坂直紀 |
| 第19話 | 家族ゲーム           | 深井蒼     | 湖山禎崇            | 都築裕佳子 千葉崇洋 |
| 第20話 | 悲しみよこんにちは   | 高田耕一   | 高田耕一            | 吉田隆彦、篁馨 阿部和彦 |
| 第21話 | D.O.D -DREAM OR DIE- | 福田道生   | 高島大輔            | 下谷智之 中矢雅樹 |
| 第22話 | 奪取                 | 鈴木行     | 石川久一            | 枡田邦彰 矢上孝一 |
| 第23話 | 嘘、そして沈黙       | 加藤洋人   | 橘秀樹              | 杉本功 |
| 第24話 | 君が僕を知ってる     | 福田道生   | 山名隆史 秋田谷典昭 | 相坂直樹 薮野浩司 |
| 第25話 | たいした問題じゃない | 高田耕一   | 高島大輔            | 丸山宏一、杉本功 加藤洋人 |
| 第26話 | それから             | 舛成孝二   | 舛成孝二            | 石浜真史、橘秀樹 千葉崇洋、都築裕佳子 細田直人、高橋裕一 竹内哲也、下谷智之 中矢雅樹、矢上孝一 枡田邦彰、井嶋けい子 梅津泰臣、鉄羅紀明 薮野浩司、金子ひらく |

## 放送局
地上波の放送は第20話で打ち切りになり、フジテレビはその理由について「当初は全話放送の予定だったが、スポーツ中継の延長や放送機器の保守点検などのため、放送時間が確保できなくなってしまった」としている。放送休止による変更は第4話が2003年11月5日から同月12日に、第8話が同年12月17日に、第11話が2004年1月21日から同月28日になった計3回起きている。そして2004年2月11日に第13話及び14話、同年2月18日に第15話及び16話と2週連続2話放送が行われた。第8話、11話は結果的に放送の前日に収録DVDが発売するという逆転現象が生じた。なお、通常のアニメシリーズが放送から3か月ほど間を置いてDVDを発売するのに対して本作は関心を持たせるため販路拡大を考えて第1-2話収録の第1巻は第2話地上波放送前日に発売した。同年5月30日、第21話から第26話をフジテレビ721+739で一挙放送した。
フジは他の深夜番組でもあり得ることで可能な限り全話放送する方向で考えており、ご了承頂きたいともしていたが、打ち切りについて取り上げた『読売新聞』はゴールデンタイムよりも深夜は視聴者が少なくなり優先度は下がるのは分かるとした上で最近のフジでは『GAD GUARD』『TEXHNOLYZE』のように中途半端なところで放送終了する深夜アニメが続いていたため、楽しみにしている視聴者からすると深夜というのみの理由により、中途半端で打ち切りになるのは承知しがたく、今後はもっと配慮して欲しいとしていた。
| 放送地域   | 放送局                 | 放送期間                       | 放送日時           | 備考               |
| ---------- | ---------------------- | ------------------------------ | ------------------ | ------------------ |
| 日本全域   | パーフェクト・チョイス | 2003年9月1日 - 2004年3月1日    | ペイ・パー・ビュー | 月2回、2話ずつ放送 |
| 関東広域圏 | フジテレビ             | 2003年10月15日 - 2004年3月17日 | 水曜 26:58 - 27:28 | 第1話 - 第20話のみ |

## DVD
| 巻 | 発売日         | 規格品番  |
| -- | -------------- | --------- |
| 1  | 2003年10月22日 | SVWB-1661 |
| 2  | 2003年11月27日 | SVWB-1662 |
| 3  | 2003年12月17日 | SVWB-1663 |
| 4  | 2004年1月28日  | SVWB-1664 |
| 5  | 2004年2月25日  | SVWB-1665 |
| 6  | 2004年3月24日  | SVWB-1666 |
| 7  | 2004年4月28日  | ANSB-1667 |
| 8  | 2004年5月26日  | ANSB-1668 |
| 9  | 2004年6月23日  | ANSB-1669 |

## その他

### 三姉妹について
三姉妹の名前は、香港映画の女優、それぞれミシェール・キング（ミシェル・ヨー）、マギー・チャン、アニタ・ムイからとったもの。また、倉田は『チャーリーズ・エンジェル』を見てヒロインを三姉妹にすることを閃いた。